# مارشال ألين نيل
مارشال ألين نيل (بالإنجليزية: Marshall Allen Neill)‏ هو قاضي وضابط وسياسي أمريكي، ولد في 23 أغسطس 1914 في الولايات المتحدة، وتوفي في 6 أكتوبر 1979. حزبياً، نشط في الحزب الجمهوري. وقد انتخب عضو مجلس نواب واشنطن.